# 진의종
진의종(陳懿鍾, 1921년 12월 13일~1995년 5월 12일)은 대한민국의 정치인이다. 제8·9·11·12대 국회의원과 제17대 국무총리를 지냈다. 본관은 여양(驪梁), 호는 백민(白民)이다.

## 생애
전라북도 고창군 출생이다. 경성제국대학교 법학과 16회로 학사 학위 취득하였다. 1943년 7월에 고등문관시험 행정과에 합격하여, 1945년에 일본 북해도청 농무과장을 지냈다. 1971년 고향 고창에서 제8대 국회의원을 시작으로 제9대, 제11대, 제12대 국회의원에 출마하여 당선되었다. 제5공화국에서 민주정의당 대표위원이 되었다.
제17대 국무총리로 재임 중인 1984년 11월, 집무실에서 뇌일혈로 쓰러져 당시 신병현 부총리 겸 경제기획원장관이 1985년 2월까지 약 3개월간 총리직을 대행하였다.
1995년 5월 12일 숙환으로 별세하였다.
2008년 민족문제연구소가 선정한 친일인명사전 수록예정자 명단 관료 부문에 포함되었다.

## 상훈
청조근정훈장을 받았다.

## 가족 관계
- 배우자 : 이학(1922년 ~ 2004년) - 자수가
  - 슬하 2남 2녀 (딸 진선희, 아들 진영호 외)

## 역대 선거 결과
|  | 32.47% |

|  | 30.37% |

|  | 25.92% |

|  | 62.51% |

|  | 24.49% |

|  | 27.20% |

|  | 39.29% |

|  | 35.25% |